# Emil Ziegenmeyer
Emil Ziegenmeyer, auch Emil Ziegenmayer, (* 4. August 1906 in Duisburg; † 22. Februar 1991 ebenda) war ein deutscher Verwaltungsjurist und Nationalsozialist.

## Leben
Ziegenmeyer studierte von 1926 bis 1931 an der Rheinischen Friedrich-Wilhelms-Universität Bonn, der Ludwig-Maximilians-Universität München und der Westfälischen Wilhelms-Universität Rechtswissenschaft. 1926 wurde er Mitglied des Corps Teutonia Bonn. Er wurde zum Dr. iur. promoviert. 1935 war er Stellvertreter des Landrats im Landkreis Beuthen-Tarnowitz, 1936 wechselte er zum Oberpräsidenten Ostpreußens in Königsberg (Preußen), 1939 zum Regierungspräsidium im Regierungsbezirk Breslau. Ziegenmeyer wurde am 4. Januar 1931 Mitglied der NSDAP (Mitgliedsnummer 458.423), 1933 der SA und war NSKK-Ausbilder. im Zweiten Weltkrieg war Ziegenmeyer vom 5. Oktober 1939 bis zum Juli 1944 als Kreishauptmann im Kreis Lublin-Land eingesetzt. Ziegenmeyer war in dieser Funktion für die Deportation von Juden verantwortlich, die in den Vernichtungslagern größtenteils vergast wurden. Durch von ihm initiierte Maßnahmen waren auch Polen in seinem Einflussbereich erheblichen Repressionen ausgesetzt. Bei der Entnazifizierung am 30. November 1948 als „unbelastet“ („V“)  eingestuft, konnte er sich als Rechtsanwalt niederlassen. Zum 15. April 1955 wurde er als Städtischer Oberrechtsrat in Duisburg wieder in den öffentlichen Dienst aufgenommen. 1966 wurde er noch zum Stadtrechtsdirektor befördert.